# Meiron
Meiron (arabe : ميرون, Mayrûn ; hébreu : מירון הקדומה) est un village israélien à forte population d’Arabes israéliens, situé à cinq kilomètres à l'ouest de Safed. Associées à l’ancienne ville de Merom, les fouilles du site ont mis au jour de vastes vestiges datant des périodes hellénistique et primitive romaine dont une synagogue du IIIe siècle, Meiron étant alors un important centre religieux local.
À partir du XIIIe siècle, Meiron devient un site prisé des pèlerins juifs,. Pendant le règne ottoman en Palestine, la population juive a considérablement fluctué, au moins les deux tiers de la population étant des musulmans arabes. La propriété foncière dans le village était néanmoins divisée presque également entre Arabes et Juifs. Dépeuplé en deux vagues au cours de la guerre israélo-arabe de 1948, le moshav de Meron a été fondé à sa place en 1949 par des soldats israéliens qui ont participé à cette guerre.

## Histoire

### Antiquité classique
Des fouilles à Meiron ont permis de découvrir des artéfacts datant de la période hellénistique, à la fondation du site. Les affinités économiques et culturelles des habitants de la région de Meiron à cette époque étaient dirigées vers le nord, vers Tyr et le sud de la Syrie en général. Flavius Josèphe a fortifié Meiron au Ier siècle de notre ère et a appelé la ville Mero ou Meroth. Cependant, Néguev écrit que Meroth, une autre ville ancienne, était située plus au nord, probablement sur le site de Maroun al-Ras.

### État d'Israël

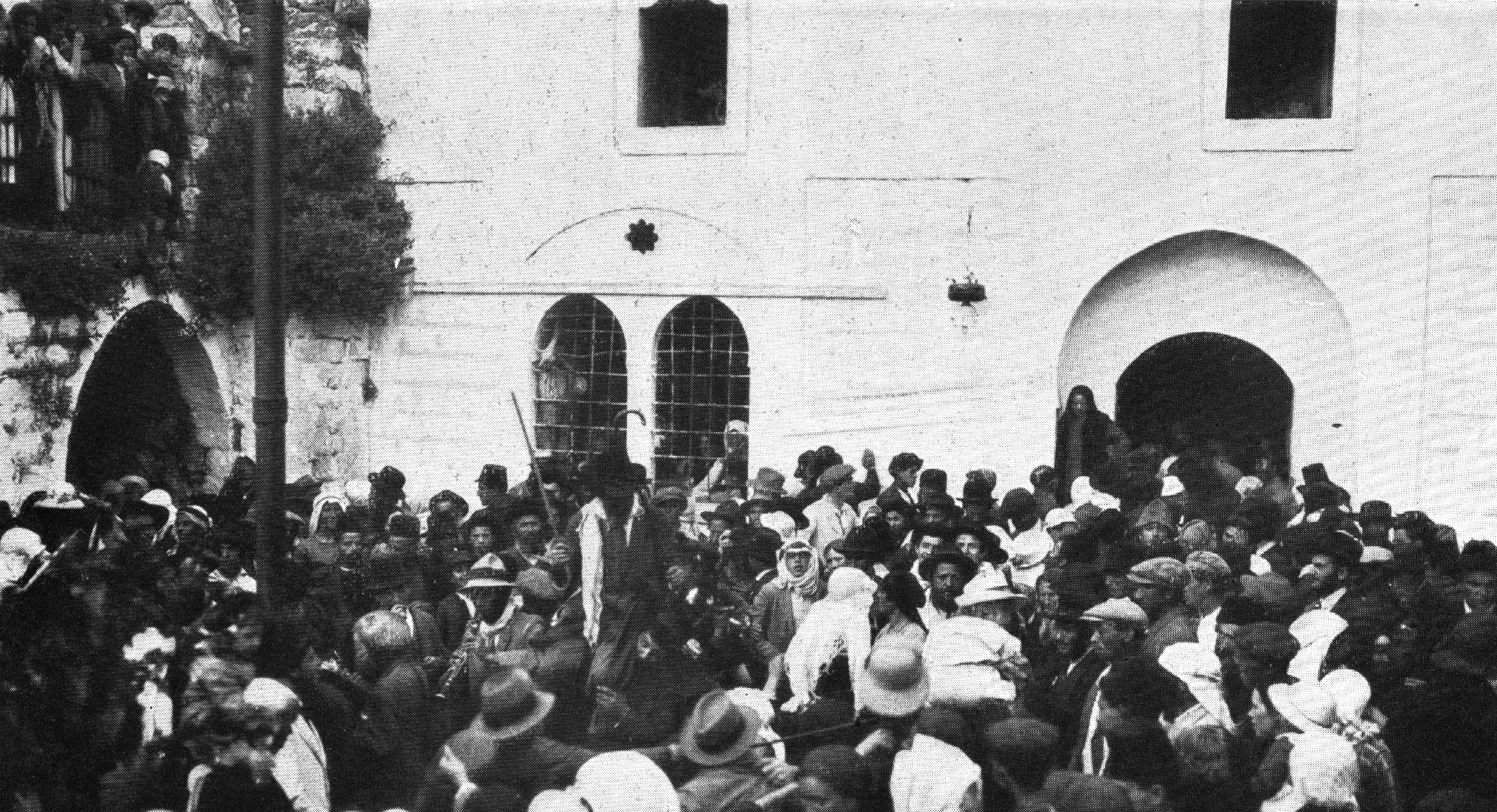
Pèlerins juifs à Meiron, v. 1920.

Le moshav israélien de Meron, créé en 1949, se trouve maintenant sur les terres de l'ancien village palestinien.
Les fouilles ont été effectuées dans l'antique Meiron en 1971-1972, 1974-1975 et 1977 par Eric M. et Carol L. Meyers.
Des pèlerinages juifs à Meiron continuent d’avoir lieu chaque année à Lag Ba'omer, entre Pâque et Chavouot. À cette époque, des centaines de milliers de Juifs se rassemblent autour de la tombe de Shimon bar Yohaï pour participer aux festivités nocturnes avec notamment des feux de joie.